# 水族館劇場
水族館劇場（すいぞくかんげきじょう）は、1987年に結成された日本の劇団。

## 概要
作品の殆んどは、桃山邑の作・演出によるものである。
旗揚げ以来、野外劇にこだわり、主に劇団員自ら建てるテントを劇場として活動を続ける。劇団の代名詞とも言える、数トンにも及ぶ本水を使った演出や、非常に大掛かりな舞台装置、動物の出演など、既存の劇場空間では不可能な野外劇ならではのスペクタクルが特徴。
一時は東京都文京区の光源寺（駒込大観音）の境内にテントを建てて作品を上演していたが、2014年現在は世田谷区の太子堂八幡神社境内での公演が多い。
2009年には、早稲田大学演劇博物館で企画展示「やぶれ船で流浪する水夫たち　水族館劇場20年の航跡」が開催された。

## 公演歴
- 1987年：水族館劇場旗揚げ。九州・筑豊に残る炭住を大八車で巡演し、活動を始める。
  - 「星澄ム郷へ」筑豊暗黒星巡り（筑豊炭田跡地各所）
  - 「星澄ム郷へ」東京漂流闇巡り（雑司ヶ谷鬼子母神境内・下石神井御嶽神社境内）
- 1989年：野外天幕・水の劇場として亜細亜の戦慄全六部作をスタート
  - NEUROMANTIC BLUE「水の罠」（御嶽神社境内/法政大学キャンパス）
  - FLOWERS  OF ROMANCE「氷の涯」（雑司ヶ谷鬼子母神境内/法政大学キャンパス）
- 1990年
  - SOUTHERNCROSS BLODDY「海の柩」（御嶽神社境内/大阪中之島剣先公園/中央大学キャンパス）
  - GETDOWN IN THE DARKNESS「漂流都市」（堀之内妙法寺/法政大学キャンパス）

「漂流都市」のみ翠羅臼の作、桃山邑の演出
- 1991年 
  - THE HARDER THEY COME「幻の街」（堀之内妙法寺/大阪中之島剣先公園）
  - 昭和雨月物語「星の鱗」（雑司ヶ谷鬼子母神境内）
  - 平成雨月物語「雨の檻」（御嶽神社境内）
- 1992年：亜細亜の戦慄完結編をもって旅公演を行なう
  - A CHANGE IS GONNA COME「星澄ム郷へ」（四谷東長寺/名古屋白川公園/岡山笹ケ瀬川河川敷/松山三津厳島神社/博多百道浜空地/飯塚忠隈炭鉱住宅跡地）
- 1993年：さまよえる日本人シリーズを開始
  - さまよえる日本人　迷路ノ壱「異族のパジャドール」（雑司ヶ谷鬼子母神境内）
- 1995年：東中野青林堂ビルを解体し蜃気楼劇場として改造
  - さまよえる日本人　迷路ノ弐「東京軍艦島」（東中野青林堂ビル・解体特設蜃気楼劇場）
- 1997年
  - さまよえる日本人　迷路ノ参「風の荊棘」（雑司ヶ谷鬼子母神境内/岡山旭川河川敷/松山三津厳島神社境内）
- 1998年
  - さまよえる日本人　迷路の四  NORTH「夜の果ての旅」（雑司ヶ谷鬼子母神境内）
- 1999年：この年の2月28日に閉館した映画館「亀有名画座」をそのまま舞台に改造し、公演
  - DARK SIDE OF THE MOON「昭和雨月物語」(旧亀有名画座）
- 2000年
  - さまよえる日本人　迷路の五「廢墟の森のディアスポラ」（駒込大観音境内）
- 2001年
  - 「パラダイスロスト 懐かしい夢」（駒込大観音境内）
- 2002年
  - 「ワールズエンドワルツ 白鳥の歌」（駒込大観音境内）
- 2003年
  - EXILES IN A BABYLON 「虹の都」（駒込大観音境内）
- 2004年
  - SHIROKANIPE RANRAN 「大いなる幻影」（駒込大観音境内）
- 2005年
  - TOKYO PINK BURLESQUE「谷間の百合」（浅草木馬亭）
  - NOSTALGIA「月と篝り火と獣たち」（北九州小倉駅北口（現、新幹線口）広場）
- 2007年
  - FLOWERS OF ROMANCE 「花綵の島嶼へ」（駒込大観音境内）
- 2008年
  - 「Noir 永遠の夜の彼方に」（駒込大観音境内）
- 2009年
  - 「メランコリア 死の舞踏」（駒込大観音境内）
- 2010年
  - 「NOMAD 恋する虜」（駒込大観音境内）
- 2011年
  - 「公然たる敵 -ロストノスタルジア-」（逗子・ヒグラシ文庫）
- 2012年
  - 「機械仕掛けの糸姫」（九州大学博物館倉庫他）
  - 「NADJA 夜と骰子とドグラマグラ」（ベイサイドプレイス博多）
- 2013年
  - 「NOSTROMO あらかじめ喪われた世界へ」（太子堂八幡神社境内）
- 2014年
  - 「Ninfa 嘆きの天使」（太子堂八幡神社境内）

## 所属俳優
- 千代次
- 風兄宇内
- 杉浦康博
- 赫十牙
- 臼井星絢
- 浅野雅英
- 鈴木都
- 郡虎彦
- 七ツ森左門
- 夕暮半蔵門
- 増田千珠
- 上山薫
- 麝香姫
- 鏡野有栖
- 山谷玉三郎
- かつては葉月蛍が在籍していた。

## 書籍
- 水族館劇場のほうへ（桃山邑著、羽鳥書店、2013年）ISBN 978-4904702413